# Yrjö Kukkapuro

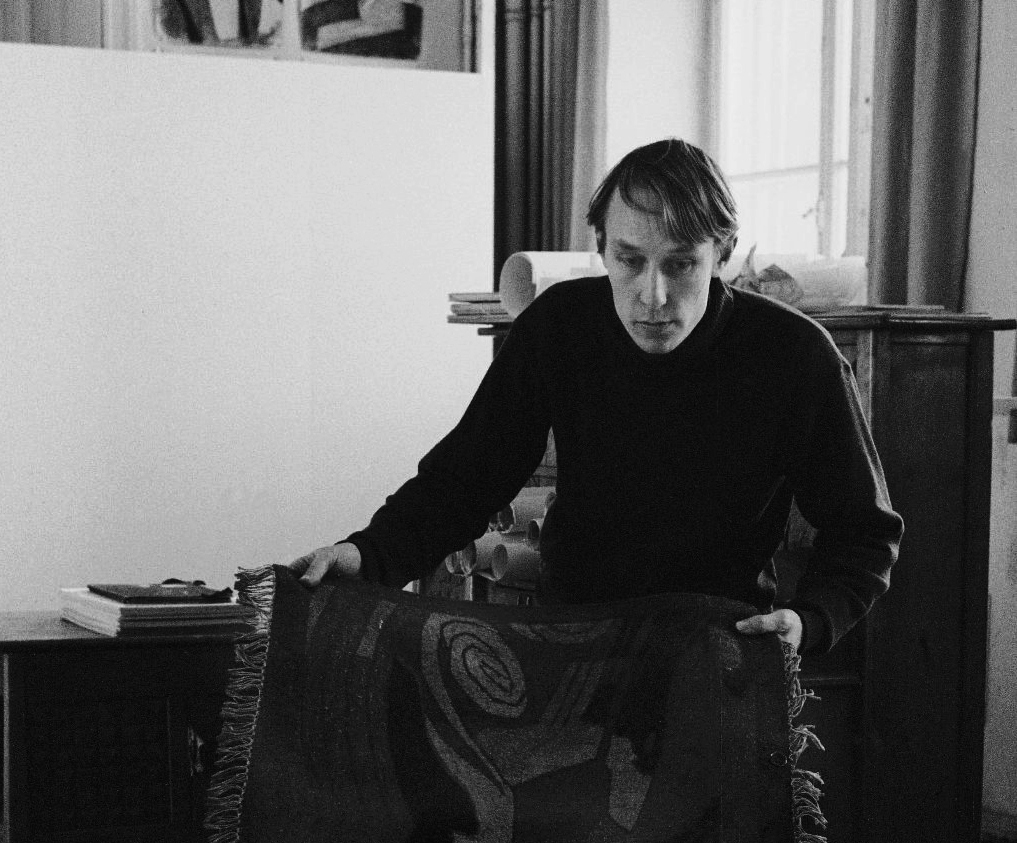
Yrjö Kukkapuro (1964)

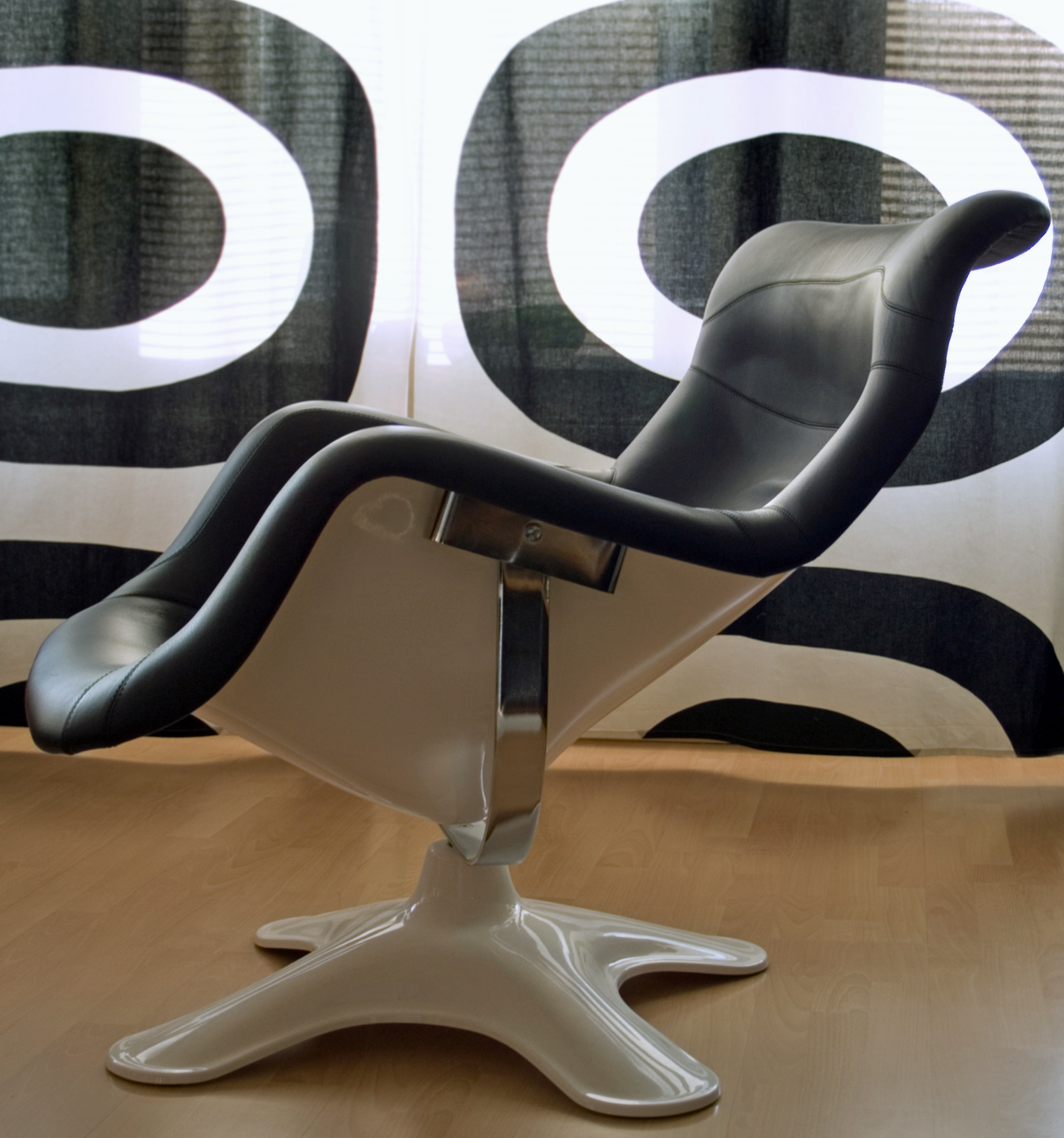
Sessel Karuselli

Yrjö Kukkapuro (* 6. April 1933 in Wiborg, Karelien; † 8. Februar 2025 in Kauniainen) war ein finnischer Innenarchitekt und Möbeldesigner.

## Leben
Kukkapuro studierte von 1954 bis 1958 am Institute of Industrial Arts in Helsinki, unter anderem bei Ilmari Tapiovaara. Von 1956 bis 1960 entwickelte er die Polsterstuhlserie Moderno, die von Lahden Lepokalusto hergestellt wurde. Der finnische Innendesigner Antti Nurmesniemi wählte 1957 für die Ausstellung Home of the Future in Helsinki den Prototyp eines Stuhls von Kukkapuro aus. Es folgten Experimente mit glasfaserverstärktem Kunststoff und anderen Kunststoffmaterialien. 1959 gründete er sein eigenes Atelier Studio Kukkapuro in Helsinki. Mit der Teilnahme an der XII. Triennale in Mailand 1960 wurde er international bekannt und begann eine Zusammenarbeit mit dem Sitzmöbelserie Ateljee und Hersteller Haimi (ab 1980 Avarte), der viele seiner Möbelentwürfe produzierte. Es folgten Präsentationen auf den Möbelmessen in Köln und Mailand sowie Zusammenarbeiten mit dem Conran Design Studio.
Seine Arbeiten reichen von der Moderno-Familie (1956) bis zu den malerischen CNC-gefrästen Kunstserien. Die Bürostühle der Serien Plaano, Fysio, Sirkus und Funktus sind ergonomische Produkte, die seit den 80er und 90er Jahren in langen Serien hergestellt werden und in Banketagen, Flugplätzen und Auditorien auf der ganzen Welt zu finden sind. Die Zeit der Plastikstühle mit Pop-Art-Farben dauerte etwa 10 Jahre, von den 60er Jahren bis 1973. Die Ölkrise war für Kukkapuro ein Weckruf in Richtung ökologisches Denken und leitete eine 30-jährige Periode des Designs von Verbundwerkstoffen aus Sperrholz ein. Von Kukkapuro entworfene Objekte sind in Dauerausstellungen im Museum of Modern Art in New York und im Victoria and Albert Museum in London zu sehen.
Das bekannteste von ihm entworfene Möbelstück war der Sessel Karuselli (deutsch Karussell) von 1964, der 1965 bei den Dreharbeiten für die deutsche Science-Fiction-Fernsehserie Raumpatrouille – Die phantastischen Abenteuer des Raumschiffes Orion als Requisit Verwendung fand. Das Sitzmöbel wurde unter anderem in die Sammlung des Museum of Modern Art in New York aufgenommen. Im Jahr 1974 wurde es von der New York Times als das bequemste Sitzmöbel der Welt nominiert.
Von 1974 bis 1980 war er Professor an der Hochschule für Kunst, Design und Architektur in Helsinki und von 1978 bis 1980 deren Rektor. Er war von 1980 bis 1999 Gastdozent an Universitäten in ganz Europa, Asien und Australien.
Kukkapuro war seit 1954 mit der Grafikerin Irmeli Kukkapuro geb. Salminen (1934–2022) verheiratet; aus der Ehe stammen die Töchter Isa und Ida. Das Paar baute 1968 in Kauniainen nach Plänen des Bauingenieurs Eero Paloheimo ein Studio, das vollständig im Stil des Pop-Art gehalten war. Yrjö Kukkapuro starb am 8. Februar 2025 im Alter von 91 Jahren in Kauniainen nahe Helsinki.

## Auszeichnungen
Auswahl
- Lunningpriset (1966)
- Finnischer Staatskunstpreis (1970)
- Auszeichnung Pro Finlandia (1983)
- Kaj Franck Design Award (1995)
- Ehrendoktor der Hochschule für Kunst, Design und Architektur in Helsinki (2001)